# Peter Markland
Peter Markland är ett pseudonym för journalisterna och författarna Torsten Scheutz och Allan Schulman. Under denna pseudonym gav Scheutz och Schulman gemensamt ut agentromanen Jakt i röd dimma på Rabén & Sjögrens förlag 1954.